# 美國航空587號班機空難
美國航空587號班機在2001年11月12日從甘迺迪國際機場起飛後不久，就在紐約市皇后區附近的貝爾港墜毀，並且爆炸起火，造成機上251名乘客、9名機組員及地面上5位居民，總計265人罹難，為美國境內傷亡第二大的空難，僅次於美國航空191號班機空難，亦為2000年代全球傷亡最慘重的空難（不計入此次空難2個月前同樣發生於紐約的九一一事件）。

## 經過

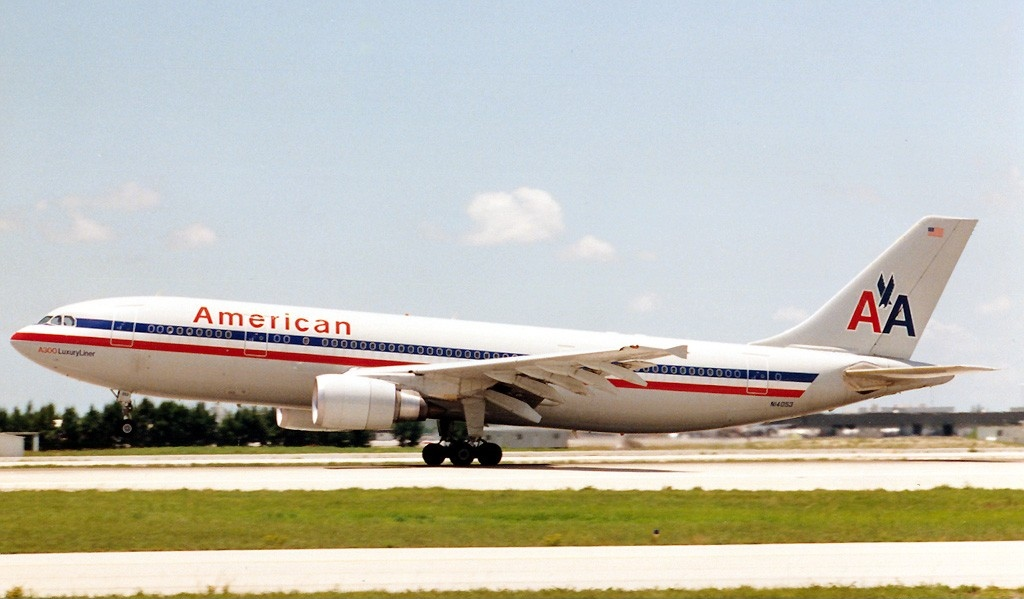
失事客機，1989年攝於邁阿密

這架註冊編號N14053的美國航空空中巴士A300-605R客機，正前往多明尼加共和國首都聖多明哥的亞美利加國際機場，飛機在當地時間早上9時17分墜毀，機上251名乘客（包括5個不佔坐位的初生嬰兒）、2名機師和7名機組人員無一生還，而在地面則造成5人死亡。
| 國籍     | 旅客人數 | 機組員人數 | 地面人數 | 合計 |
| -------- | -------- | ---------- | -------- | ---- |
| 美国     | 176      | 9          | 5        | 190  |
|          | 68       | 0          | 0        | 68   |
| 中華民國 | 3        | 0          | 0        | 3    |
| 法國     | 1        | 0          | 0        | 1    |
| 海地     | 1        | 0          | 0        | 1    |
| 以色列   | 1        | 0          | 0        | 1    |
| 英国     | 1        | 0          | 0        | 1    |
| 總計     | 251      | 9          | 5        | 265  |

## 調查
因為其發生的地點，而且距離九一一事件只有兩個月，很多人起初認為是恐怖襲擊。而這個說法也得到有目擊者指飛機墜毀前曾經著火的支持。
官方的美國國家運輸安全委員會於2004年10月26日發表的報告指，飛機的方向舵過度使用，來應付機尾亂流。而火警則是由兩個引擎分別壓縮器失速（compressor surge）或脫落，導致引擎的燃料漏出。
AA587號班機起飛前，一架波音747-446執行由紐約飛往成田的日本航空47號班機，於9時11分獲准從31L跑道起飛，一分鐘之後離地。執行AA587班機的空客A300於9時13分獲准在同一條跑道起飛，9時14分起飛，而這架A300起飛的時刻距日航班機起飛只有1分45秒，結果飛進了由前一班航機所造成的亂流中。副機師Sten Molin嘗試控制方向舵令飛機保持向上，但因用力過度令他再向相反方向過度用力。結果增加空氣流向方向舵的力度，也令垂直尾翼承受龐大的壓力，最後整個脫落。然後飛機就失去控制而墜毀。根據美國國家交通安全局的報告，如果副機師不這樣做的話，事件就不會發生。

## 影響
空中巴士和美國航空就此事的責任和賠償問題相互指責，美國航空指出空中巴士的設計疏失：A300的設計應該能夠對方向舵的不正常操作有反應。大部份的航機都需要增加方向舵的壓力，來在高速的環境下獲得相同的操作效果。而空中巴士A300和其後續機種A310都不是使用線傳飛控系統（fly-by-wire）來操作，而使用常見的機械飛控系統。所以，調查當局認為「因為其高敏感度，A300-600的方向舵控制系統在高速的環境下操作，容易引起潛在危險」。
空中巴士則認為美航沒有妥善訓練機師有關方向舵的特點和技巧。航機的尾翼是設計成可承受在設計的速度下，向一個方向施以全力。不過，方向舵沒有設計成可承受突如其來的壓力。不少美航的機師都相信方向舵可以在任何速度下承受任何壓力。
現時兩地之的間航班以619號航班、635號航班和789號航班稱呼。

## 其他
- 本航班其實不是第一宗自同一個機場出發的出事航班。1962年3月1日，美國航空1號班機（型號為波音707）在牙買加灣墜毀，95名乘客死亡。

## 乘客情況
- 機上一名26歲的乘客希達爾·尤蘭達·馬約爾（Hilda Yolanda Mayol）在兩個月前才從其在世貿中心地下街任職的餐廳逃離九一一事件劫難，她正搭上此航班回家度假。
- 紐約洋基隊內野手安立奎·威爾森（Enrique Wilson）原訂搭乘這班飛機回多明尼加，卻因救援投手馬里安諾·李維拉（Mariano Rivera）於世界大賽第七場意外救援失敗，使威爾森提早幾天回家，因此不在班機上。
- 外籍旅客部分，包含兩名台灣商人：陳清智及曾伯義，因前往多明尼加旅遊及視察商機而搭上美航587號班機，後事由駐紐約臺北經濟文化辦事處及中華民國外交部協助處理[2]。

## 外部連結
- Aviation Safety Network的空難描述 （页面存档备份，存于）
- 出事地點的衛星地圖
- BBC記述這次事件的紀錄片 （页面存档备份，存于）
- 美國國家交通安全局(NTSB)的調查 （页面存档备份，存于）
- 出事現場相片 （页面存档备份，存于）
- 出事航機相片 （页面存档备份，存于）
- 紀念專題 （页面存档备份，存于）